# 约翰·梅纳德·史密斯
约翰·梅纳德·史密斯（英語：John Maynard Smith，1920年1月6日—2004年4月19日）是一位英国理论和数学进化生物学家和遗传学家，被誉为“进化博弈理论之父”。